# Massetognathus
Massetognathus var ett släkte tillhörigt therapsiderna som levde under mitten av trias. Fossil från släktet har påträffats i Argentina och Brasilien.
Massetognathus hade en kropp som liknar rovdjurens, men tänderna visar att den i själva verket åt blad och gräs. Den blev omkring 48 centimeter lång.